# Вардан Зоравар (бронепоезд)
«Вардан Зоравар» (арм. Վարդան զորավար) — бронепоезд, захваченный Арменией в ходе войны с Грузией, произошедшей в 1918 году. Назван в честь полководца V века Вардана Мамиконяна, предводителя восстания против иранских Сасанидов.
Принимал активное участие в Майском восстании 1920 года, в ходе которого находился под командованием Саргиса Мусаеляна. Пост машиниста же занимал Абгар Микаелян (10 марта 1884 — 24 марта 1973).
Запечатлён на памятнике «Героям Майского восстания», установленном в Ленинакане в 1931 году (скульптор — Ара Мигранович Сарксян). Он выполнен из базальта и гранита и представляет собой первое значительное монументальное сооружение Армянской ССР. Также ему посвящена поэма Егише Чаренца «Бронепоезд „Вардан Зоравар“», написанная в 1925 году.